# Poule de Caussade
Pour les articles homonymes, voir Caussade.
La caussade est une race de poules françaises domestiques originaire de Caussade (Tarn-et-Garonne).

## Aspect général
C'est une volaille de petite taille, rustique, vive et élégante, au plumage toujours noir, aimant les parcours en liberté. Elle a une ossature et une chair fine, c'est une bonne pondeuse. Ses œufs à la coquille très blanche sont réputés pour la pâtisserie, le jaune et le blanc étant à part égale.
Elle ressemble énormément à sa cousine la bresse-gauloise, mais en plus svelte.
C'est une race de poule de type méditerranéen.

### Standard
- Masse idéale : Coq : 1,5 à 2 kg ; Poule : 1,5 kg
- Ossature : très fine, volaille petite légère et élégante
- Poitrine : large, pleine et charnue
- Crête : simple, droite chez le coq s'écartant un peu de la nuque à l'arrière, penchée chez la poule, tissus fins
- Oreillons : blancs légèrement ovales, moyens
- Couleur des yeux : iris brun foncé
- Couleur de la peau : blanche
- Couleur des tarses : gris-bleu ardoisé, dessous blanchâtre, très fins
- Variétés de plumage : noir
- Œufs à couver :  min. 60 g, coquille blanche
- Diamètre des bagues : coq : 18 mm ; poule : 16 mm

## Sources
- Le Standard officiel des volailles (Poules, oies, dindons, canards et pintades), édité par la SCAF.